# Shirō Murano
Shirō Murano (村野 四郎),  7 octobre 1901 à Tokyo - 2 mars 1975, est un poète et critique littéraire japonais.
Murano étudie l'économie à l'Université Keiō et travaille ensuite pour une société de recherche. Il commence avec des poèmes de la forme haïku mais se tourne plus tard vers les formes libres, principalement sous l'influence de la poésie allemande moderne. Il publie sa première anthologie Wana (罠) en 1928. Ses poèmes Taisō shishū (1939; 体操詩集) attirent l'attention par l'utilisation de photographies. Il est lauréat du prix Yomiuri en 1959 pour Bōyōki (1959; 亡羊記).

## Source de la traduction
- (de) Cet article est partiellement ou en totalité issu de l’article de Wikipédia en allemand intitulé « Murano Shirō » (voir la liste des auteurs).
- Notices d'autorité :   - VIAF
  - ISNI
  - IdRef
  - LCCN
  - GND
  - Italie
  - Japon
  - CiNii
  - Pays-Bas
  - Israël
  - NUKAT
  - Corée du Sud
  - WorldCat